# Dorfkirche Buckow (Berlin)

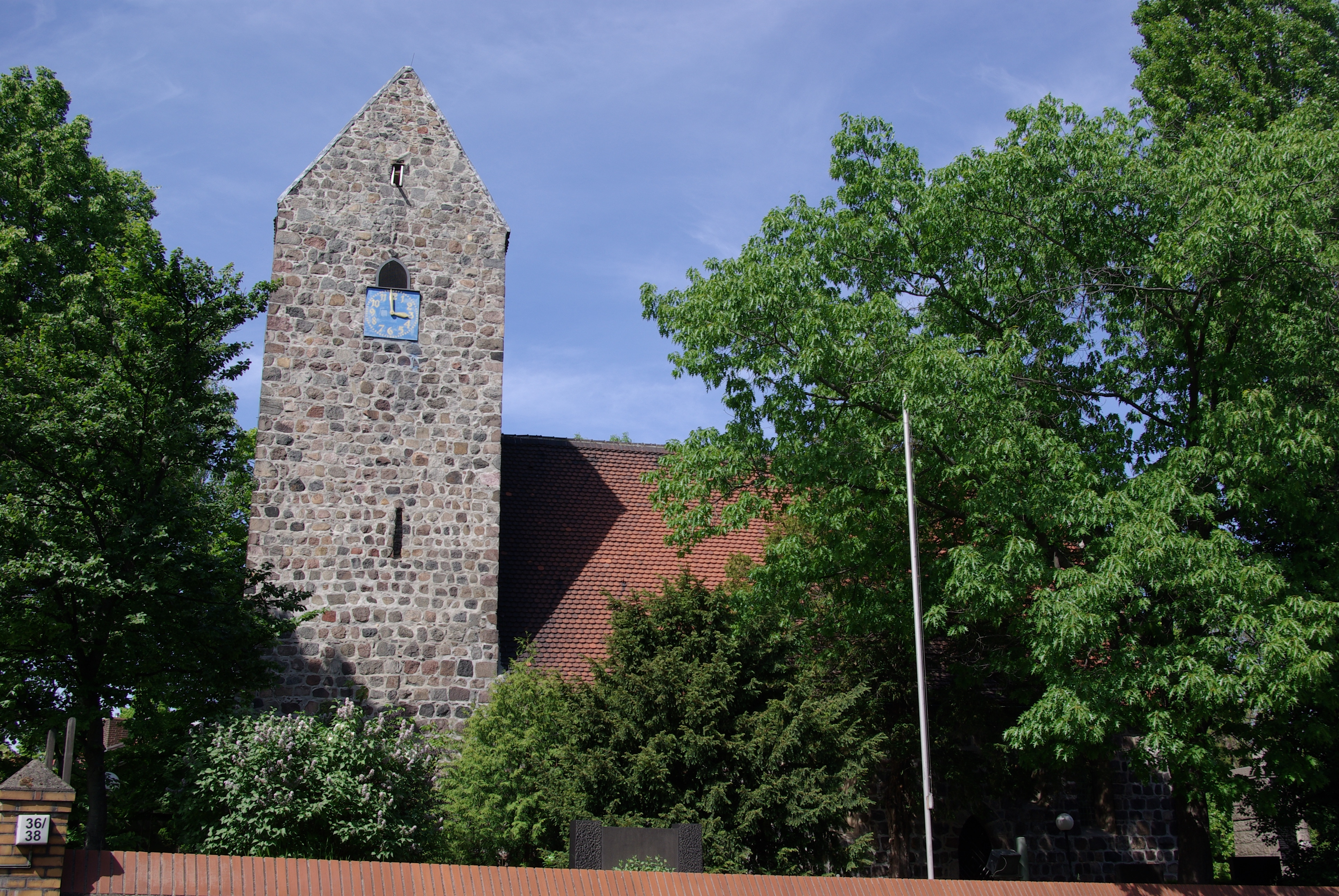
Dorfkirche Buckow

Die Dorfkirche Buckow ist eine in Berlin bis heute fast unverändert erhaltene mittelalterliche Feldsteinkirche, erbaut Mitte des 13. Jahrhunderts, wahrscheinlich zwischen 1245 und 1255 (Dendrodatum aus dem am Westportal erhaltenen hölzernen Sperrbalken). Sie steht nahe dem Dorfteich im historischen Kern des vormaligen Angerdorfes Alt-Buckow im Ortsteil Buckow des Bezirks Neukölln.

## Baugeschichte

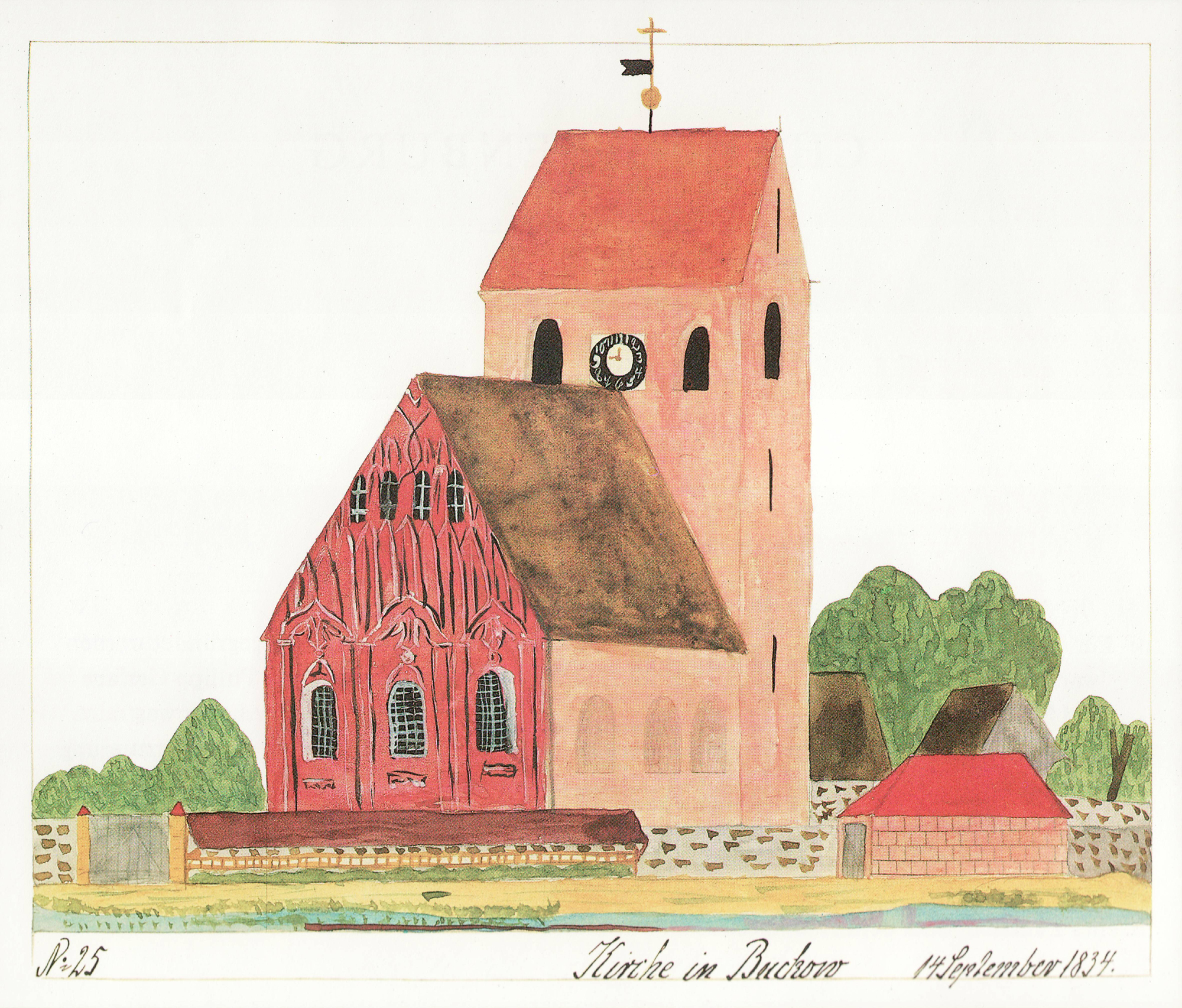
Zeitgenössische Darstellung der Dorfkirche Buckow von Heinrich Wohler, 1834

An einen rechteckigen Saalbau schließt in gleicher Breite der  querrechteckige Westturm an. Das Mauerwerk besteht aus märkischen Feldsteinen, ist aber weniger sorgfältig gequadert als z. B. an der Dorfkirche Marienfelde. Zu erkennen sind noch ein ursprüngliches Westportal sowie alte Fensteröffnungen mit frühgotischen Bögen. Das aufwendige spätgotische Südportal und die Fenster-Dreiergruppe am Ostgiebel (ursprünglich Vierergruppe) stammen aus dem 15. Jahrhundert. Spätere Umbauten betrafen zum Beispiel die im 16. Jahrhundert durch drei Säulen vorgenommene Unterteilung des ursprünglich flachgedecktem Langhauses in zwei mit Kreuzgratgewölben überfangene Schiffe. Eine weitere einschneidende Veränderung brachte die barocke Vergrößerung der ursprünglich nur als schmale Schlitze ausgebildeten Fensteröffnungen und das teilweise Verputzen der Wände. Von der seinerzeit von Heinrich Wohler 1834 dargestellten verputzten und reich verzierten Ostwand ist nichts mehr erhalten.
Das Dorf verfügte 1375 über einen Krug (taberna) und eine Windmühle, was auf einen gewissen Wohlstand des Dorfes schließen lässt. Dies wird bestätigt durch den Westbau der Dorfkirche, denn Dorfkirchen mit schiffsbreitem Westturm zählen zur höchsten Kostenaufwandsgruppe im Dorfkirchenbau.
Auf den Zufluchtscharakter der älteren Feldsteinkirchen weist die noch erkennbare Vorrichtung zum Verschließen der Kirchentüre von innen her durch einen Sperrbalken hin. Die Kirchhofmauer aus Feldsteinen wurde nach einem Erlass König Friedrich Wilhelms I. von 1719 errichtet.
Bei Renovierungsarbeiten im 20. Jahrhundert kamen Reste der mittelalterlich spätgotischen Ausmalung zum Vorschein, die auch heute noch in sehr blassen Fragmenten im Kreuzrippengewölbe der Kirche zu besichtigen sind. Am deutlichsten ist eine Abendmahlszene im vorderen Teil der Kirche zu erkennen.
Beim Wiederaufbau des am 2. September 1943 teilweise bei einem alliierten Bombenangriff durch eine Luftmine zerstörten Bauwerks wurde soweit möglich und sinnvoll der ursprüngliche Bauzustand wiederhergestellt, so vor allem der Haupteingang durch den Turm mit der Öffnung des Turms zum Kirchenraum.

## Orgel
Die heutige Orgel hatte viele Vorgänger. Bereits 1842 wurde eine Orgel erwähnt. Sie wurde 1872 durch einen Neubau der Gebrüder Dinse ersetzt, dieser wiederum durch einen von W. Sauer. Sie wurde im Zweiten Weltkrieg zerstört. 1958 entstand ein Neubau der Firma E. F. Walcker & Cie., der Ende der 1990er Jahre nochmals ersetzt wurde.
Das heutige Instrument wurde 1998 als Opus 604 der Potsdamer Firma Orgelbau Alexander Schuke erbaut. Das Schleifladen-Instrument mit mechanischer Spiel- und Registertraktur hat 17 Register, die auf zwei Manuale und Pedal verteilt sind.  
Die Disposition der Schuke-Orgel lautet wie folgt:
| I Hauptwerk C–g3 |             |       |
| 1.               | Principal   | 8′    |
| 2.               | Koppelflöte | 8′    |
| 3.               | Octave      | 4′    |
| 4.               | Dulzflöte   | 4′    |
| 5.               | Nassat      | 2 ⁄3′ |
| 6.               | Gemshorn    | 2′    |
| 7.               | Mixtur IV   |       |

| II Oberwerk C–g3 |           |        |
| 08.              | Gedackt   | 8′     |
| 09.              | Rohrflöte | 4′     |
| 10.              | Quinte    | 2 ⁄3′  |
| 11.              | Principal | 2′     |
| 12.              | Terz      | 1 3⁄5′ |
| 13.              | Quinte    | 1 ⁄3′  |
| 14.              | Krummhorn | 8′     |
|                  | Tremulant |        |

| Pedal C–f1 |            |     |
| 15.        | Subbass    | 16′ |
| 16.        | Octavbass  | 08′ |
| 17.        | Choralbass | 04′ |

- Koppeln: 3 Normalkoppeln
- Spielhilfe: Zimbelstern

## Glocken
Das Geläut besteht aus vier Glocken. Die älteste und kleinste ist undatiert, wird aber aufgrund ihrer besonderen Form dem 13. Jahrhundert zugerechnet. Sie gilt als die älteste Glocke Berlins. Sie darf nur per Hand und Seil geläutet werden und wird als Vaterunserglocke genutzt. Die zweitälteste, die Große Glocke oder Christusglocke, trägt das Datum „6. Mai 1322“. Diese Glocken wurden im Zweiten Weltkrieg eingezogen und sollten eingeschmolzen werden. Man entdeckte sie 1948 noch unversehrt im Hamburger Glockensammellager und brachte sie während der Berliner Blockade mit der Luftbrücke zurück, „um den Menschen Mut zu machen“. Die letzten von 1954 und 1979 ersetzen die in den beiden Weltkriegen verlorenen Glocken. Alle Glocken sind aus Bronze.
| Glocke | Gussjahr | Gießer                  | Schlagton | Gewicht  | Durchmesser | Höhe    | Krone    | Inschrift |
| ------ | -------- | ----------------------- | --------- | -------- | ----------- | ------- | -------- | --- |
| 1      | 1322     | unbekannt               | fis' +2   | ≈ 650 kg | 103 cm      | 82 cm   | 18/19 cm | ANNO DOMINI M CCC XX II IN DIE JOHANNIS ANTE PORTAM LATINAM ERAT CAMPANA ISTA CONSUMATA IN NOMINE DOMINI AMEN. |
| 2      | 1954     | Glockengießerei Rincker | a' +5     | ≈ 490 kg | 092 cm      | 70 cm   | 0017 cm  | ICH RUF ZU DIR HERR JESU CHRIST.                                                                               |
| 3      | 1979     | Petit & Gebr. Edelbrock | h' +4     | ≈ 290 kg | 078 cm      | 65 cm   | 0014 cm  | EVANGELISCHE KIRCHENGEMEINDE BERLIN-ALT-BUCKOW 1979.                                                           |
|        |          |                         |           |          |             |         |          | |
| 4      | 13. Jh.  | unbekannt               | f"        | ≈ 098 kg | 058 cm      | 0053 cm | ohne     | |